# Roque Narvaja
Mario Roque Fernández Narvaja, más conocido por su nombre artístico Roque Narvaja (Córdoba, 10 de febrero de 1951), es un cantautor y guitarrista argentino. Es uno de los pocos músicos de pop en español reconocido tanto en su país de nacimiento como en España, donde obtuvo gran popularidad durante la década de 1980. En su país natal es muy conocido por su participación en La Joven Guardia, grupo de notable éxito entre 1968 y 1972, año éste en el que Narvaja se embarcó en una carrera solista, para luego, durante la última dictadura militar argentina (1976-1983), instalarse en España, donde desarrolló la segunda etapa de su carrera solista con inusitado éxito y canciones pop-folk de contenido más humanista y romántico.
Narvaja triunfó masivamente en los '80s con tres canciones que vendieron miles de copias y que sirvieron de catapulta para la posteriormente llamada "movida española" del pop: «Santa Lucía» (inmortalizada en el país ibérico por el cantante andaluz Miguel Ríos), «Menta y limón» y «Yo quería ser mayor». A finales de la década de 1990 Roque regresó a su Argentina natal, donde actualmente continúa grabando y presentándose en vivo.

## Biografía

### Primeros años: infancia y adolescencia
Roque Narvaja nació en la ciudad de Córdoba, Argentina, el 10 de febrero del año 1951. Es originario de la localidad de Córdoba Capital y fue el tercer hijo de una familia en la que no había ningún tipo de antecedentes musicales. Poco tiempo después, la familia Narvaja se traslada a la provincia de Buenos Aires, donde el futuro músico adoptó rápidamente el ajetreado ritmo porteño.
Aprendió a tocar la guitarra junto con su hermano de forma autodidacta, tocando canciones de Elvis Presley que escuchaban en la radio. Sin embargo, su vida cambió para siempre cuando una amiga suya le prestó un disco del grupo británico The Beatles, lo que inclinó sus ganas de ser músico.
Su actividad comienza cuando forma grupos de rock de su barrio para imitar a sus ídolos y para expresar la rebeldía de su generación. La primera banda importante de Narvaja se llamó «Los Snob»; conjunto que grababa canciones de Roque cantadas completamente en inglés.

### Trayectoria junto a La Joven Guardia

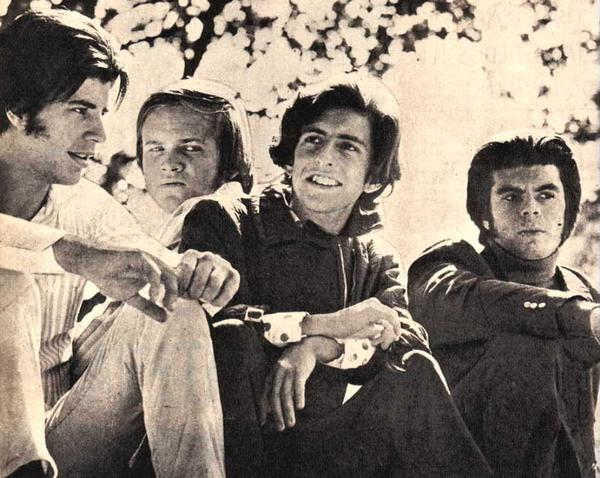
Roque Narvaja (tercero de la derecha y centro de la foto), junto a su banda La Joven Guardia en el año 1969.

A fines de los años sesenta y principios de los setenta, Narvaja fue el líder y fundador del grupo musical La Joven Guardia, exponente de la música beat en la Argentina de mayor éxito en su momento. Tomaron el nombre de una novela de Aleksandr Fadéyev y estuvo integrado por Félix Pando, Hiacho Lezica, Roque Narvaja y Enrique Masllorens. De esta época, se destacan los temas: «La reina de la canción» y uno de sus más exitosos y recordados: «El extraño del pelo largo» (1968), que sirvió como título a una película homónima, donde actuaba La Joven Guardia junto a Litto Nebbia.
También actuaron en la película El profesor hippie. Otras canciones conocidas de la agrupación fueron: «La extraña de las botas rosas» y «En el pueblo de San Esteban». Posteriormente tocó el bajo y grabó un solo de guitarra en el long play Muerte en la catedral (1972) siendo parte de la banda de acompañamiento de su amigo Litto Nebbia. Se lanza como solista a partir del año 1972, la poca repercusión de sus primeros discos, pese a que eran de gran calidad, no detiene su carrera y a fuerza de letras profundas y sentidas se afianza en el panorama local.

### Carrera como solista
En 1972 inicia su carrera solista, con el disco Octubre (mes de cambios). Este disco contiene canciones de protesta y letras politizadas como en el caso de «Revolución mi amor», «Camilo y Ernesto» (sobre los revolucionarios, Camilo Cienfuegos y Ernesto Che Guevara) y «Balada para Luis», dedicada a Luis Pujals (militante del Partido Revolucionario de los Trabajadores) que según el propio Narvaja «simbolizaba un revolucionario que estaba secuestrado, fue uno de los primeros "desaparecidos".
Las canciones obviamente no fueron bien vistas por el gobierno militar  de aquel entonces, por lo que Narvaja sería uno de los tantos artistas que serían amenazados por el terrorismo de Estado, sobre todo por su inclinación a la política de izquierda.
Hacia el año 1974 formó su propio grupo de apoyo, que a su vez dio nombre a su nuevo trabajo: Chimango. El trío estaba integrado por Ernesto Franco en bajo, Daniel Berardi en guitarra y Trapa en batería.

### Exilio y éxito masivo en España
Luego de grabar los discos Primavera para un valle de lágrimas (1973) y Chimango (1974), es cuando Narvaja tenía en preparación un nuevo álbum llamado Amén (que queda inconcluso), en 1977 debe exiliarse con su esposa y su hijo en España, debido a las amenazas que recibía por parte de personas vinculadas a la última dictadura cívico-militar argentina (1976-1983). A llegar se radica en Madrid y opta por darle un vuelco temático a su música, centrándose en la composición de canciones pop con letras menos comprometidas y una clara definición melódica. De esta época son tres de sus canciones más exitosas: «Menta y limón», «Yo quería ser mayor» y "Santa Lucía".
A principios de la década de los 80's, el cantante español de rock Miguel Ríos grabó el tema de Roque «Santa Lucía», y el éxito sin precedentes de la canción reactivó la carrera solista del cantante granadino:

 «Miguel Ríos tomó una canción mía, Santa Lucía, la hizo balada y chau. Nos cambió la vida a él y a mí. En 1980 me eligieron el mejor compositor de España y la Sociedad de Autores incluyó a Santa Lucía dentro de las mejores 100 canciones de España»

En 1981 se editó Un amante de cartón, el disco de Narvaja que más copias vendió, gracias al éxito obtenido con la canción «Menta y limón». Cuando concluye el período de la dictadura militar en Argentina, en 1983, muchos artistas e intelectuales argentinos de izquierda radicados en Europa regresan a su país. Sin embargo, Narvaja decide quedarse en España por tiempo indefinido.

### Retorno a Argentina
Narvaja regresó a Argentina en 1989, a sus 38 años de edad, para instalarse en la localidad de Junín, donde vivió hasta 1995. Pero ese año regresó a España y, entre otras cosas, se dedicó a volar como piloto de aviones privados —una de sus pasiones— en las sierras de Segovia.
En 2001, decide regresar definitivamente a Argentina, y en 2004 graba y lanza el álbum Palabra por palabra. Desde el año 2008 reside en la ciudad de Rosario (Provincia de Santa Fe), y realiza frecuentes presentaciones en las que interpreta sus éxitos.
Junto a su amigo Félix Pando (también antiguo miembro de La Joven Guardia), se presentó en un espectáculo en vivo en Plantation, Florida (Estados Unidos), el 23 de mayo de 2015.
Roque Narvaja desarrolló aún más su carrera como piloto experto e instructor de aviación, ya que enseñó a pilotar aviones durante muchos años desde el Aeropuerto Internacional de Rosario.

### Actualidad
En 2018 Narvaja lanzó su nuevo disco, Instrucciones para Madurar. El mismo contiene 10 temas, todos con música y letra de su autoría, excepto "Madrid", cuya letra es de Rafael Amor, e "Invierno (Bebo los vientos)", cuya música es de Roque Narvaja junto a dos de sus colaboradores musicales.
Al respecto de la creación del nuevo material, Narvaja detalló con mirada poética la concepción del mismo: “Este disco es la historia de dos amigos que se juntaron porque amaban la música, pero también la verdad, y la pusieron por delante, sin complejos, o mejor dicho: sin miedo... A partir de allí, ese disco que estaba naciendo creyó en ellos y creció feliz lleno de esperanza por conocerlo a usted, su destino”.
En 2021 Narvaja publicó su disco Mar de la Tranquilidad.

## Discografía

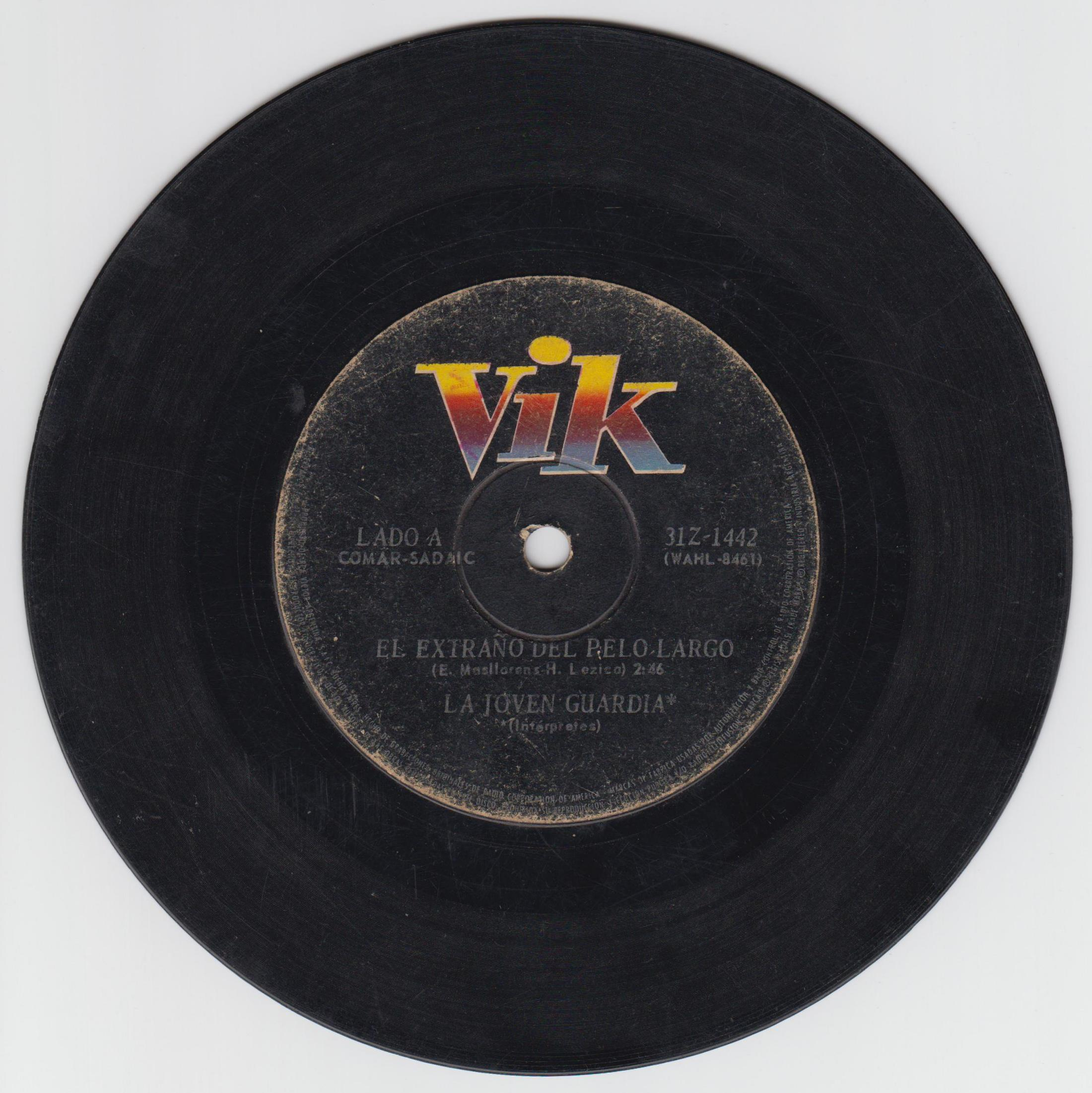
El extraño del pelo largo - Sencillo de La Joven Guardia (1969).

### Con La Joven Guardia
- 1968: El extraño del pelo largo (Sencillo/Simple)
- 1969: La extraña de las botas rosas
- 1971: La reina de la canción

### Como solista

#### Álbumes
- 1972: Octubre (mes de cambios).
- 1973: Primavera para un valle de lágrimas.
- 1974: Chimango.
- 1978: Quién...
- 1981: Un amante de cartón.
- 1982: Balance provisional.
- 1984: Al día siguiente.
- 1985: El resto de mi vida.
- 1987: Nacidos en el tercer mundo.
- 1990: Good nigth, Madrid.
- 1993: Tal para cual.
- 1999: Esponjas con vinagre (en vivo).[9]
- 2004: Palabra x Palabra.
- 2018: Instrucciones para madurar.
- 2021: Mar de la Tranquilidad.

#### Sencillos
- 1972: Octubre.
- 1982: Acuérdate de vivir, acuérdate de amar.
- 1976: Amén (retrospectivo 1976-1977).
- 1976: Y va San Esteban.
- 1978: Cuando lleguen las lluvias.
- 1978: Quién....
- 1981: Yo quería ser mayor.
- 1981: Menta y limón.
- 1981: A mi cama.
- 1982: Retrato.
- 1982: Como si estuvieras aquí.
- 1982: Balance provisional.
- 1982: Ni una palabra.
- 1984: Domino.
- 1984: Solo.
- 1984: Estar conmigo.
- 1985: El resto de mi vida.
- 1987: Nacido en el tercer mundo.
- 1992: Roque Narvaja.
- 2004: Palabra por palabra.[6][10]

#### Compilaciones
- 1985: Baladas intimas
- 1985: Al natural
- 1992: Colección

### Colaboraciones
- 1972: Muerte en la catedral de Litto Nebbia